# Jicarilla Schoolhouse
Pour les articles homonymes, voir Jicarilla (homonymie).
La Jicarilla Schoolhouse est une école américaine dans le comté de Lincoln, au Nouveau-Mexique. Protégé au sein de la forêt nationale de Lincoln, cet édicule construit en 1907 est inscrit au New Mexico State Register of Cultural Properties depuis le 24 septembre 1977 et il fait par ailleurs partie du Registre national des lieux historiques depuis le 14 avril 1983.